# Ercole Procaccini d. J.
Ercole Procaccini, genannt der Jüngere (italienisch Ercole Procaccini il Giovane) (* (getauft) 6. August 1605 in Mailand; † nach 1677) war ein italienischer Maler und Freskant des Barock. Er stammte aus einer bekannten Malerdynastie und war besonders in Mailand aktiv.

## Leben
Er war der Sohn von Carlo Antonio Procaccini und dessen Frau Ippolita und wurde am 6. August 1605 in der Gemeinde von San Giovanni in Laterano getauft, wo er sein ganzes Leben verbrachte. Seine Ausbildung erhielt er zunächst bei seinem Onkel Giulio Cesare Procaccini. 1621 war er an der Accademia Ambrosiana eingeschrieben, wo Giovanni Battista Crespi, gen. il Cerano, Malerei lehrte.
Eins seiner frühesten bekannten Werke ist die Hl. Apollonia im Mailänder Dom, die um 1623 entstand und noch Einflüsse von Giulio Cesare zeigt. In den 1620er Jahren arbeitete er auch manchmal mit seinem Vater Carlo Antonio zusammen, der dabei die Blumen malte, während Ercole für die Figuren zuständig war, wie beispielsweise bei der Flora in der Accademia Carrara in Bergamo.
1633 heiratete er Anna Maria Taveggia, mit der er bis 1654 elf Kinder hatte.
Die nächsten nachweisbaren künstlerischen Aktivitäten Ercoles setzen erst ab etwa 1640 ein. Sein Stil bei Ölgemälden zeichnet sich von da an durch einen beinahe farblosen Tenebrismus und Figuren mit „emphatischen Posen“ aus.
Anfang der 1650er Jahre dekorierte er einige Räume im Palazzo Durini in Mailand mit Fresken, darunter besonders der Triumph des Eros im Erdgeschoss und ein Hercules-Zyklus im Piano nobile. 1652 freskierte er auch die Sankt-Josephs-Kapelle in der Certosa di Pavia. Sein Stil hellte sich zu dieser Zeit etwas auf und wurde luftiger, wohl unter dem Einfluss von Giovan Battista Carlone, der in den 1650er Jahren in Mailand wirkte, und des Konstanzer Malers Johann Christoph Storer, der in Procaccinis Werkstatt arbeitete.
In Mailand war Procaccini sehr erfolgreich und zu seinen Förderern zählte auch Luis de Benavides Carrillo, Marquis von Caracena, der von 1648 bis 1656 Gouverneur von Mailand war, und der laut Malvasia (1678) Werke Procaccinis nach Spanien brachte, die heute jedoch nicht identifiziert sind.
Mitte der 1550er Jahre arbeitete er zusammen mit anderen Malern, wie Giovanni Stefano Montalto und Giovan Battista Discepoli, gen. Lo Zoppo da Lugano,  an der Ausstattung der Kirche San Pietro in Abbiategrasso; dafür malte er die Bilder die Verleugnung Petri und der Fall des Simon Mago.  Etwa um dieselbe Zeit schuf er Bilder und Fresken für die Mailänder Kirchen Santa Maria Incoronata, San Marco und SS. Pietro e Paolo ai Tre Rocchetti, und 1659 malte er die Gewölbefresken in der Kirche San Vittore al Corpo.
1661 arbeitete Procaccini zusammen mit seinem Schüler Antonio Busca in Turin, an heute verlorenen Werken in der Vigna di Madama Reale. Wahrscheinlich kurz danach schuf er Dekorationen im Palazzo Ferrero Fieschi in Masserano (bei Biella), gemeinsam mit den Brüdern Carlo Francesco und Giuseppe Nuvolone.
Im Dom zu Monza schuf er 1663 Chor-Fresken mit Szenen aus dem Alten Testament und nicht lange danach erhielt er Aufträge vom Mailänder Dom und für Orgelflügel in der Kathedrale von Lodi.
Einer seiner einflussreichsten Mäzene in den 1660er Jahren war Bartolomeo III. Arese, der Präsident des Mailänder Senates, der ihn Fresken und Ölbilder für seinen Palazzo in Cesano Maderno malen ließ, die sich heute teilweise in der Collezione Borromeo auf der Isola Bella am Lago Maggiore befinden.
Zusammen mit Giovanni Stefano Montalto, Antonio Busca, Carlo Cornara und Giuseppe Nuvolone arbeitete Ercole Procaccini um 1665 an den Dekorationen der Sala dei Senatori im Palazzo Ducale von Mailand; sein dafür entstandenes Gemälde Christus ans Kreuz genagelt befindet sich heute (2016) in der Kirche SS. Nazaro e Celso alla Barona in Mailand (als Depot der Pinacoteca di Brera).
Carlo Cesare Malvasia besuchte Procaccini im Jahr 1667, um von ihm Informationen über seine berühmten Vorfahren Ercole d. Ä., Camillo und Giulio Cesare Procaccini für die Künstlerbiographien in Malvasias Buch Felsina pittrice zu erhalten. Der Schriftsteller berichtete, das Ercole in seiner Werkstatt Unterricht im Aktzeichnen abhielt, an denen seine Schüler Antonio Busca und Federico Bianchi teilnahmen. Bianchi war auch Ercoles Schwiegersohn, nachdem er 1660 dessen Tochter Bianca Margherita geheiratet hatte.
Bei der Wiedereröffnung der Accademia Ambrosiana im Jahr 1668 wählte man anstelle des mittlerweile über 60-jährigen Ercole Procaccini den jungen Antonio Busca als Lehrer für Malerei, was von manchen Autoren als Anzeichen dafür gewertet wird, dass man Procaccinis Malerei mittlerweile bei allem Erfolg als veraltet ansah.
Gemeinsam mit Giovanni Stefano Montalto malte Ercole Procaccini zwischen 1670 und 1677 Fresken und Ölgemälde über das Leben der Hl. Maria Magdalena und Martha für die Kirche Santa Marta in Porlezza am Comer See.
Der genaue Zeitpunkt seines Todes ist bislang nicht bekannt (Stand 2016).

## Werke
- Hl. Apollonia, Mailänder Dom, um 1623
- Fall des Hl. Paulus, Pinacoteca Malaspina, Pavia
- Flora, Accademia Carrara, Bergamo, um 1625 (zusammen mit Carlo Antonio Procaccini)
- Venus und Amor in einer Blumengirlande, Privatsammlung, um 1625 (zusammen mit Carlo Antonio Procaccini)
- Prophet und Engel, Fragmente von Fresken in Sant’Ambrogio, Mailand, um 1640
- Hochzeit der Jungfrau Maria und Tod des Hl. Joseph, erste Kapelle links in San Vittore al Corpo, Mailand, um 1640
- Jesus im Hause des Pharisäers mit dem Hl. Carlo und Federico Borromeo, Erzbistum Mailand
- Der tote Christus und die vier Marien, Azienda di servizi alla persona Golgi-Redaelli, Mailand, 1650
- Die Hl. Joseph und Bernhard mit anderen Heiligen, San Giovanni in Laterano, Mailand, um 1650
- Bethlehemitischer Kindermord und Anbetung der Könige, Kirche San Vittore, Varese, um 1650
- Triumph des Eros und Hercules-Zyklus, Fresken im Palazzo Durini, Mailand, um 1650–51
- Fresken in der Sankt-Josephs-Kapelle der Certosa di Pavia, 1652
- Auffindung des Leichnams des Seligen Laccioli, Santa Maria Incoronata, Mailand, 1652–54
- Christus und die Hl. Veronika und Freskenzyklus über die Passion, Kreuzkapelle der Kirche San Marco, Mailand, ca. 1654
- Verleugnung Petri und der Fall des Simon Mago, Kirche San Pietro ad Abbiategrasso, Mailand, um 1655
- Fresken in der Kirche SS. Pietro e Paolo ai Tre Rocchetti, Mailand, 1657 (datiert)
- Gewölbefresken in der Kirche San Vittore al Corpo, Mailand, 1659
- Hl. Christophorus (urspr. in San Cristoforo, Lodi), Gemeindekirche von Ossona, 1660
- Urteil des Salomon (Depot der Pinacoteca di Brera) und Salomon vor David, Pinacoteca del Castello Sforzesco, Mailand, um 1660
- Freskendekor im Palazzo Ferrero Fieschi, Masserano (bei Biello), ca. 1661–62 (zusammen mit den Brüdern Carlo Francesco und Giuseppe Nuvolone)
- Szenen aus dem Alten Testament, Fresken im Dom von Monza, 1663
- Durchgang durch das Rote Meer, Gemälde der Orgelflügel in der Kathedrale von Lodi, 1664
- Christus ans Kreuz genagelt (Pinacoteca di Brera) im Depot in der Kirche SS. Nazaro e Celso alla Barona, Mailand, um 1665
- Anbetung Jesu mit dem Hl. Antonius von Padua, in der Kirche Sant‘ Agnese, Somma Lombardo, um 1665
- Die Fama triumphiert mit der Ehre, Fresko im Palazzo Visconti, Brignano di Gera d’Adda, um 1668
- Martyrium des Hl. Hippolitos, Sakristei von San Lorenzo, Mailand
- Enthauptung Johannes d. Täufers, Gemeindekirche von Castelmarte (bei Como), vor 1674
- Kreuzigung mit Heiligen, Kirche (?) von Motta Visconti
- Letztes Gericht, Kirche (?) von Caprino Bergamasco
- Geburt der Maria, Oratorium der Villa Mirabello, Monza, um 1673–74
- Das Leben der Hl. Maria Magdalena und Martha, Fresken und Ölgemälde in der Kirche Santa Marta, Porlezza (Comer See), 1670–77 (zusammen mit Giovanni Stefano Montalto)
- Zeichnungen in der Biblioteca Ambrosiana, Mailand